# Jerzy Pietraszewski
Jerzy Pietraszewski – rotmistrz kawalerii Wojska Polskiego, oficer polskiego wywiadu, który w latach 1940–1945 pracował dla wywiadu brytyjskiego używając pseudonimu PIT No. 734 jako członek dowództwa ekspozytury "Francja" polskiej organizacji wywiadowczej. 